# Ilyobacter
Genre
Ilyobacter est un genre de bactéries de la famille des Fusobacteriaceae.

## Liste des espèces
Selon NCBI (2 janv. 2012) :
- Ilyobacter delafieldii
- Ilyobacter insuetus
- Ilyobacter polytropus
- Ilyobacter psychrophilus
- Ilyobacter tartaricus